# Subdukce

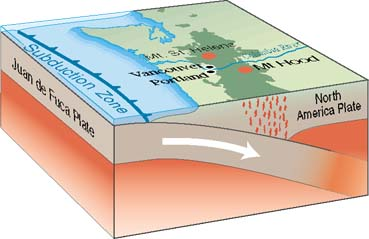
Ilustrace subdukce desky Juan de Fuca pod Severoamerickou desku

Subdukce je označení z deskové tektoniky pro jev, kdy se jedna litosférická deska zasouvá pod druhou. Nejčastěji se tak děje v oblastech, kde se tenčí oceánská kůra zasouvá pod mnohem mocnější kontinentální kůru. Průvodními projevy procesu jsou pak silná zemětřesení a sopečná činnost. Typická rychlost subdukce je řádově cm za rok. Jde o první krok k (stále diskutované) recyklaci kůry a v jistém smyslu o opak divergentního rozhraní, kde dochází ke vzniku kůry. Subdukovaná tektonická deska se zanořuje hlouběji do pláště, ale zůstává stále kompaktním objektem – pomocí seismické tomografie bylo již několik subdukovaných desek v plášti identifikováno.
Na rozhraní zasunující se desky pod horní vzniká hromaděním materiálu akreční klín.
Subdukce se může odehrávat ve třech variantách:
- oceánská - oceánská kůra - v této podobě proti sobě postupují dvě oceánské kůry, kdy se jedna začne podsouvat pod druhou. Tento jev má pak za následek vznik hlubokooceánského příkopu a sopečné činnosti, která se začne projevovat pod mořskou hladinou a při dostatku času i nad vodní hladinou v podobě sopečných souostroví.
- oceánská - kontinentální kůra - platí, že se vždy zasunuje oceánská kůra pod pevninskou, což má za následek vznik hlubokooceánských příkopů v místě subdukce. Blízko kontaktu dochází vlivem obrovských tlaků k orogenezi v podobě vrásových pohoří (příkladem jsou Andy).
- kontinentální - kontinentální kůra - dochází ke vzniku pohoří vlivem tlaků ze srážky dvou mocných těles a příkrovů. V takovém případě se v geologii nicméně používá vlastní termín kolize. Příkladem je Himálaj.

Původní kontinenty na Zemi však patrně procházely jiným procesem.